# Paraplectana sakaguchii
Paraplectana sakaguchii là một loài nhện trong họ Araneidae.
Loài này thuộc chi Paraplectana. Paraplectana sakaguchii được miêu tả năm 1938 bởi Uyemura.